# 童承敍
童承敘（1495年—1542年），字士疇，一字漢臣，號內方，湖廣沔陽州人，軍籍，明朝政治人物。

## 生平
正德十四年（1519年）己卯科湖廣鄉試第二名舉人，十六年（1521年）中式辛巳科會試第六十五名，二甲第九名進士。選翰林院庶吉士，授編修，嘉靖十一年（1532年）任國子監司業，升左春坊左庶子兼翰林院侍講，十九年（1540年）任庚子科順天鄉試正考官，二十一年（1542年）歸里，同年病卒。

## 著作
著有《內方集》十卷、《平漢錄》一卷。曾撰嘉靖《沔陽州志》。

## 家族
曾祖童瀛；祖父童鈞；父童旭。母田氏（贈安人）；繼母張氏（封安人）。重慶下。弟童承芳、童承勳、童承爵。